# Lion Geyser
Lion Geyser est un geyser de type « cône » situé dans le Upper Geyser Basin dans le parc national de Yellowstone aux États-Unis.
Il est situé dans le groupe Geyser Hill.
Il a été nommé en raison du grondement de la vapeur libérée lors d'une éruption. Les éruptions peuvent atteindre 27 m et durer entre 1 et 7 minutes. Lion est le plus grand geyser du Lion Group, qui contient Little Cub Geyser et les geysers actuellement inactifs Big Cub Geyser et Lioness Geyser.

## Galerie de photos

Photos de Lion
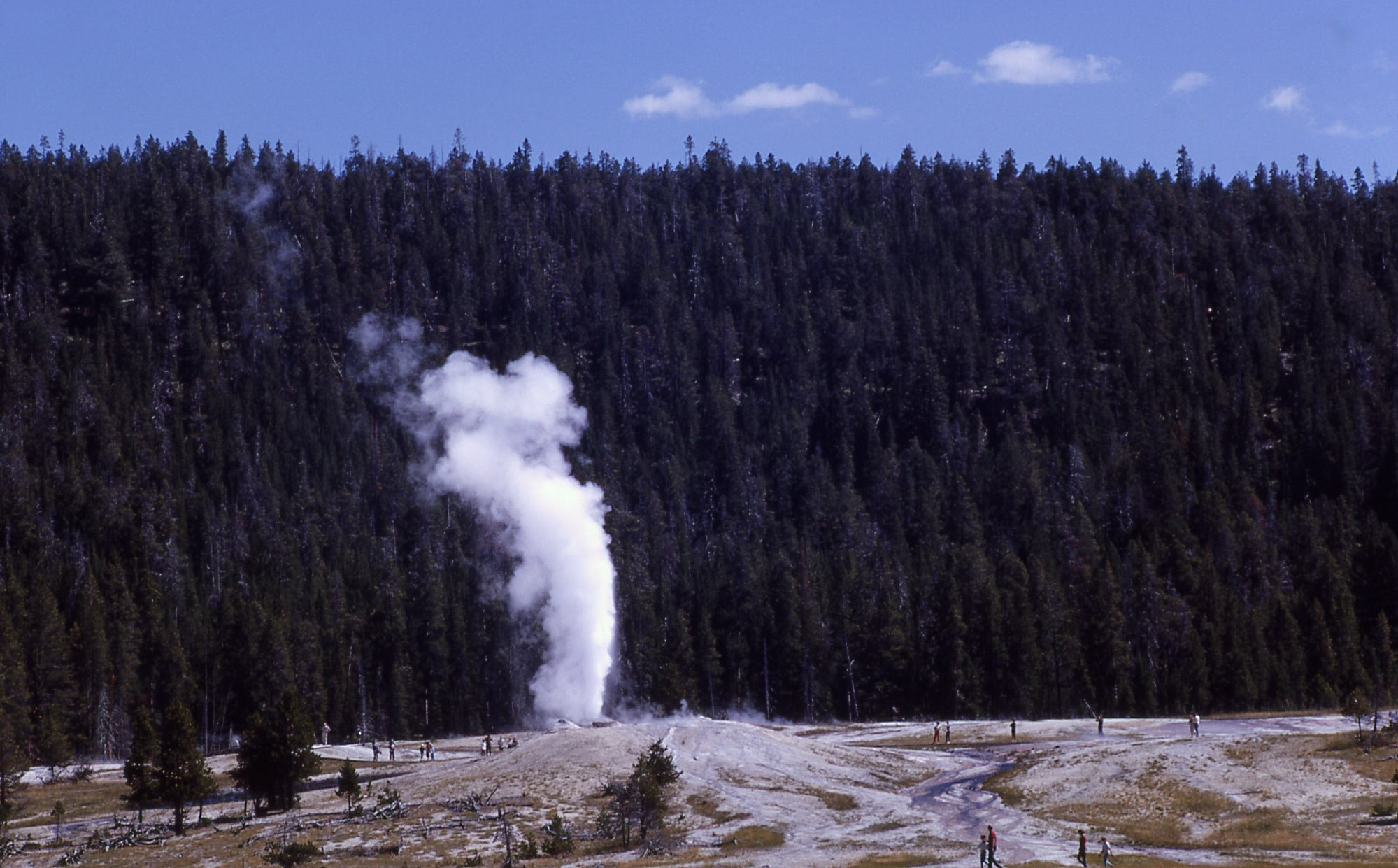
Éruption en 1967.
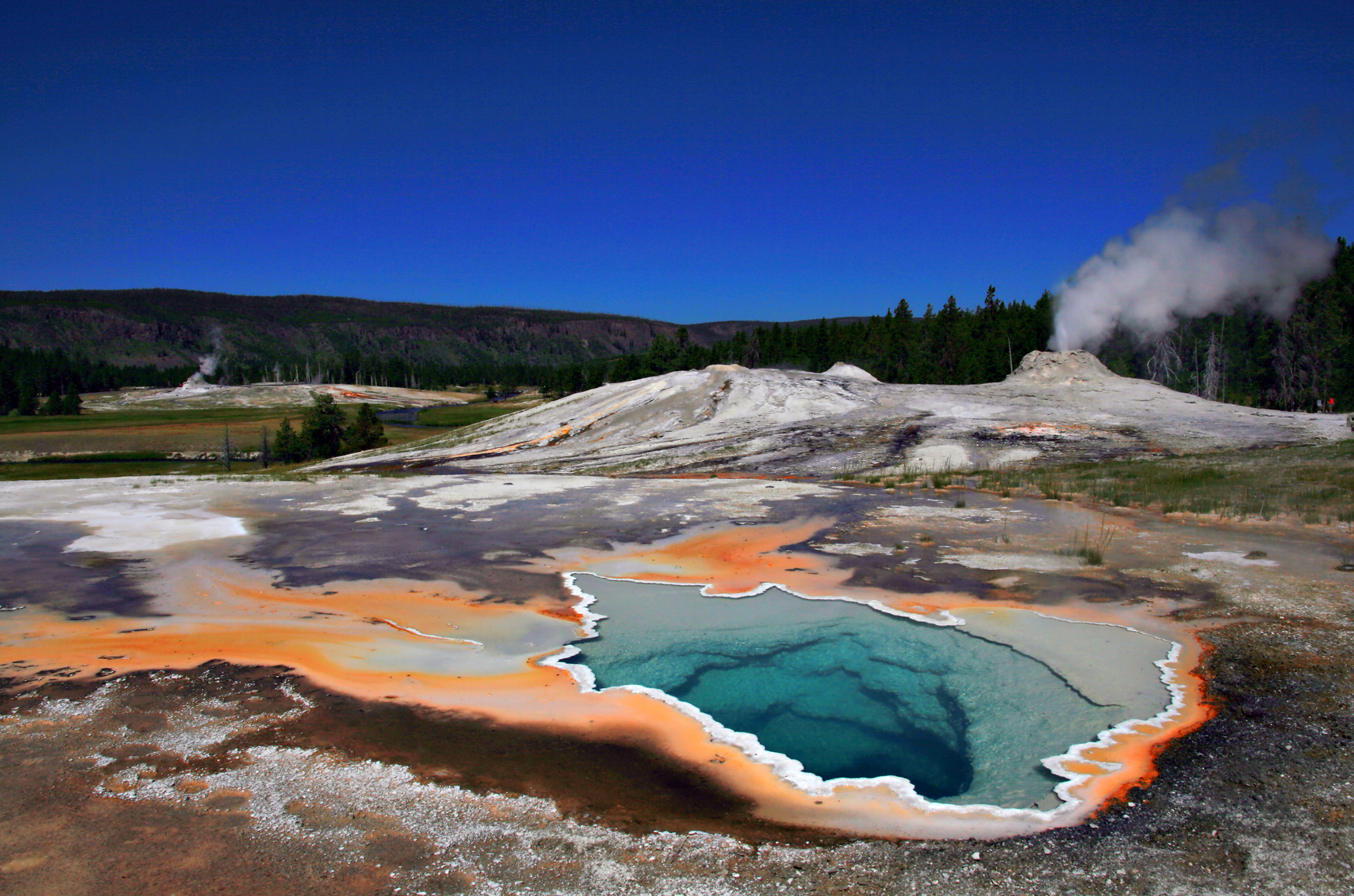
Lion derrière Heart Spring.
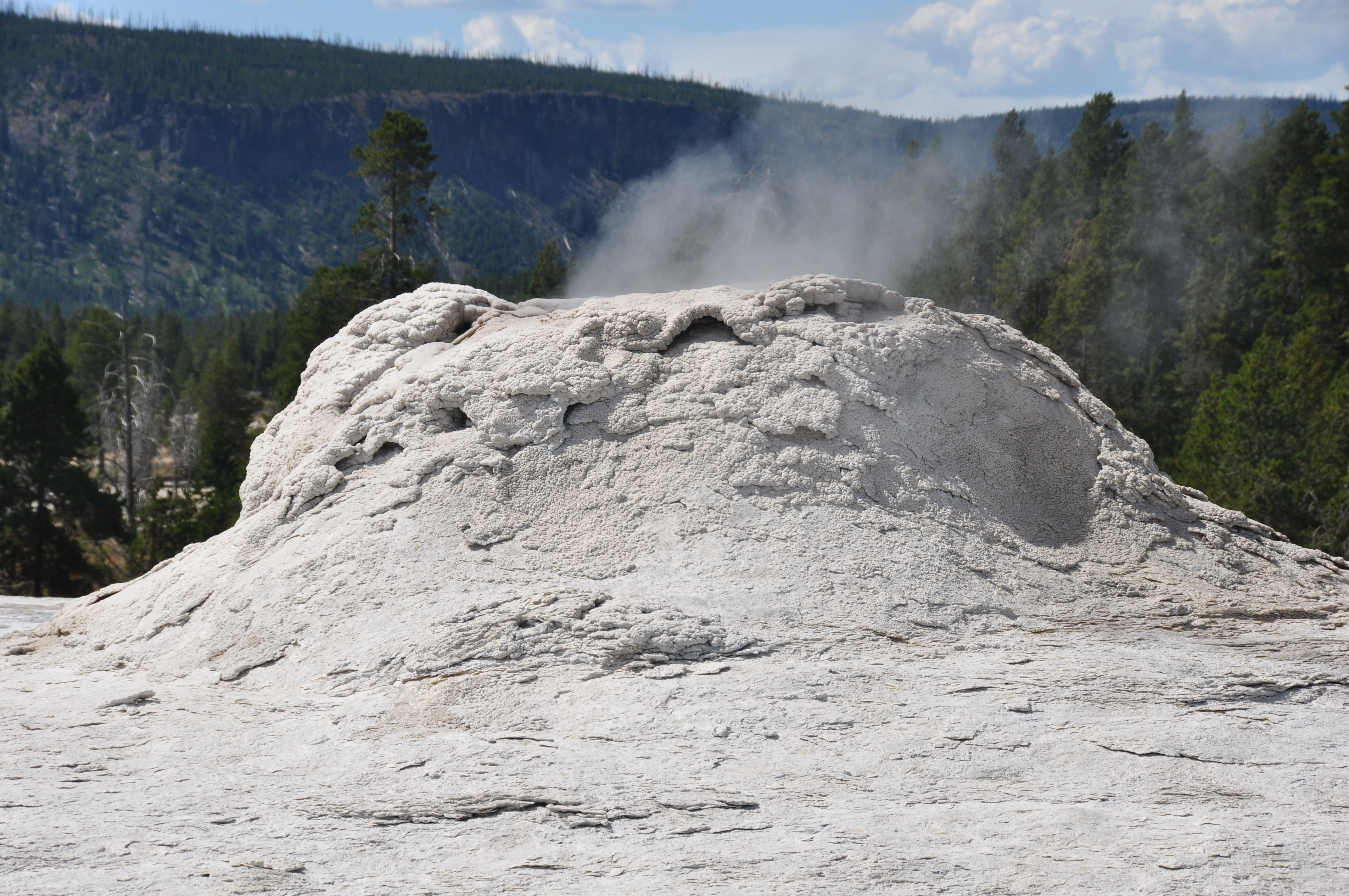
Vue rapprochée du cône.